# شورای رهبری
شورای رهبری نهادی در قانون اساسی جمهوری اسلامی ایران پیش از اصلاح در سال ۱۳۶۸ بود که مجلس خبرگان رهبری در صورت نبود برجستگی لازم برای رهبری در هیچ یک از مراجع تقلید نسبت به دیگری آن را تشکیل می‌داد. در بازنگری قانون اساسی شورای رهبری حذف شد. اما در نیمه پایانی دهه ۱۳۸۰ برخی تحلیلگران احتمال احیای آن را برای تعیین جانشین سیدعلی خامنه‌ای مطرح کرده‌اند.

## شورای رهبری در قانون اساسی ۱۳۵۸
در اصل ۱۰۷ قانون اساسی جمهوری اسلامی ایران آمده‌بود:

هر گاه یکی از فقهای واجد شرایط مذکور در اصل پنجم این قانون از طرف اکثریت قاطع مردم به مرجعیت و رهبری شناخته و پذیرفته شده باشد، همانگونه که در مورد مرجع عالیقدر تقلید و رهبر انقلاب آیت‌الله‌العظمی امام خمینی چنین شده‌است، این رهبر، ولایت امر و همه مسئولیت‌های ناشی از آن را بر عهده دارد، در غیر این صورت خبرگان منتخب مردم درباره همه کسانی که صلاحیت مرجعیت و رهبری دارند بررسی و مشورت می‌کنند، هر گاه یکی مرجع را دارای برجستگی خاص برای رهبری بیابند او را به عنوان رهبر به مردم معرفی می‌نمایند، وگرنه سه یا پنج مرجع واجد شرایط رهبری را به عنوان اعضای شورای رهبری تعیین و به مردم معرفی می‌کنند. 

## پیشنهاد تشکیل پس از درگذشت روح‌الله خمینی
پس از درگذشت سید روح‌الله خمینی در سال ۱۳۶۸ یکی از پیشنهاداتی که در مجلس خبرگان رهبری مطرح شد تشکیل شورای رهبری با حضور سید علی خامنه‌ای، عبدالکریم موسوی اردبیلی و علی مشکینی بود. هاشمی نیز در موافقت با شورای رهبری و مخالفت با رهبری فرد صحبت کرد، اما در نهایت فقط بیش از بیست نفر به شورای رهبری رأی دادند و ۴۵ نفر با رهبری فرد موافق بودند.

## احتمال احیا برای جانشینی خامنه‌ای
در پی اعتراضات گسترده متعاقب انتخابات ریاست جمهوری ۱۳۸۸ برخی رسانه‌ها از مذاکرات هاشمی رفسنجانی رئیس مجلس خبرگان برای خلع خامنه‌ای از رهبری و تشکیل شورای رهبری خبر دادند. العربیه نوشت تعدادی از نمایندگان مجلس خبرگان و مراجع تقلید در قم تمایل خود را برای تشکیل شورای رهبری به هاشمی اعلام کرده‌اند و خبرگزاری روسیه از حمایت احتمالی علی سیستانی از این طرح خبر داد. سعید رضوی فقیه سخنگوی حزب اعتماد ملی از ایجاد شورای رهبری استقبال کرده و آن را راهی برای حل مشکلات اعلام کرد.
در پاسخ سید احمد خاتمی عضو هیئت رئیسه خبرگان تلاش نمایندگان برای تشکیل شورای رهبری را شایعه دانست.

## شورای موقت رهبری
طبق اصل یکصد و یازدهم قانون اساسی در صورت عزل یا کناره‌گیری رهبر تا هنگام معرفی رهبر جدید شورائی موقت مرکب از رئیس‌جمهور، رئیس قوه قضائیه و یکی از فقهای شورای نگهبان به انتخاب مجمع تشخیص مصلحت نظام همه وظایف رهبری را به عهده می‌گیرد.